# 韋蘭 (肯塔基州)
韋蘭（英語：Wayland）是一個位於美國肯塔基州弗洛伊德縣的城市。

## 地方資料
根據2020年美國人口普查的數據，韋蘭的面積為7.02平方千米，當中陸地面積為7.02平方千米，而水域面積為0.00平方千米。當地共有人口389人，而人口密度為每平方千米55.41人。